# 이세하라시
이세하라시(일본어: 伊勢原市)는 일본 가나가와현 중앙부에 있는 시이다. 아쓰기시, 하다노시, 히라쓰카시와 접한다.

## 역사
오늘날의 이세하라시 지역은 가마쿠라 시대에 몇몇 장원의 일부였다. 에도 시대에는 많은 부분이 에도 막부의 직할령으로 많은 하타모토들의 지배를 받았으나 명목상으로는 오다와라번의 일부였다. 메이지 유신 이후 1878년에 군제 성립으로 오스미군(大住郡) 관할이 되었고 1889년 4월 1일에 이세하라정이 되었다. 1896년 3월 26일에 오스미군과 유루기군이 합쳐져 나카군을 이루었다. 정은 1929년 4월 1일에 오다큐 전철 이세하라역의 개통으로 급격히 인구가 증가하기 시작했다. 1954년 12월 21일에 이세하라정은 이웃한 오야마정과 3개 촌을 병합하여 확장되었다. 이후 1956년 9월 30일에 이웃한 오카자키촌의 일부를 편입하여 더욱 확장되었다. 1971년 3월 1일에는 시로 승격하였다.

## 경제
주로 도쿄 도시권과 요코하마의 베드타운으로 알려져 있다. 또한 공작기계 제조업체인 아마다의 본사와 수많은 제조 공장들이 있다.

## 교통

### 철도
- 오다큐 전철 오다와라선

### 도로
- 국도 246호선

## 인구
| 연도 | 인구    | ±%     |
| ---- | ------- | ------ |
| 1960 | 26,894  | —      |
| 1970 | 43,751  | +62.7% |
| 1980 | 70,052  | +60.1% |
| 1990 | 89,567  | +27.9% |
| 2000 | 99,544  | +11.1% |
| 2010 | 101,039 | +1.5%  |
| 2020 | 101,780 | +0.7%  |